# いもうとデイズ
『いもうとデイズ』は、田中ユキによる漫画。『月刊アフタヌーン』（講談社）において、2009年3月号から2011年4月号まで連載された。単行本全4巻。

## あらすじ
28歳の売れないホストである主人公・菊村悠太に、ある日突然10歳のフィリピン少女・ディアナと言う「妹」が出来た。再婚した父が単身赴任、母が交通事故で入院したために、突然2人で暮らすことになった「兄と妹」の日常が始まった。

## 登場人物

### 主人公とその家族
菊村 悠太（きくむら ゆうた）
本作品の主人公。28歳の売れないホスト。源氏名は「ジュン」。
父が子連れのフィリピン人女性と再婚したために、突然「妹」が出来た。
その父が単身赴任し、義母が交通事故で入院したことから、妹・ディアナと2人で暮らす羽目になる。
売れないことを理由に、一度はホストクラブをリストラされるも、オーナーがディアナの涙に感動し、それが再雇用につながったため、ディアナには頭が上がらないと思っている。
ディアナの父と間違われると怒る。まりかの父や奈子の父の陰謀で、子ども会に入会させられる。
幼い頃、父母の離婚後は母に引き取られたが、全く面倒を見てもらえず、ゴキブリだらけの劣悪な環境で過ごしていた。
菊村 ディアナ（きくむら ディアナ）
声 - 桑門そら
悠太の「妹」になったフィリピン人少女。初登場時、10歳。通称「ディア」。
単身日本で働いていた母のリサとは離れてフィリピンのリサの親元で暮らしていたが、母の再婚を機に来日した。
悠造の単身赴任後、リサの入院中は同居している悠造の母（悠太の祖母に当たる）に面倒を見てもらうつもりであったが、疫病神扱いするなどディアナに辛く当たるため、悠太のアパートに来ることとなった。
掃除と洗濯はパーフェクトである。悠太に「お前はハウスキーパーだ」と言われた影響か、メイド服（実はコスプレ衣装）を気に入っている。
かなりの大食いで、ふぐ鍋大食い大会で優勝した。悠太の給料日前に食材が尽きたこともある。
天真爛漫で、人間関係の心配をする悠太をよそに、早くにまりかや奈子などの友達が出来た。木佐を始めとした一部の男子からは「ふぐ鍋」と呼ばれている。
日本語はまだ片言であるが、吸収が早く、言い回しは妙であるものの、日常会話は不自由無いレベルまで上達した。
授業参観の作文を書くために、悠太の勤めるホストクラブに潜入しようとした。すぐ見つかるものの、見学を許される。その日はちょうど悠太がリストラされるか否かの判定の日であり、結果リストラされることとなったが、悠太を庇って号泣するディアナにオーナーの心が動かされ、後の再雇用につながった。
菊村 悠造（きくむら ゆうぞう）
悠太の父。バツ2。フィリピンパブでNo.1であったリサに一目惚れし、再婚することとなった。
宮崎に単身赴任することが動かせず、ディアナを悠太に、入院したリサを病院にお願いし、赴任して行った。
ディアナを預ける話を悠太にした時、悠太は嫌がるも、借金を理由に半ば無理矢理認めさせた。
菊村 リサ（きくむら リサ）
悠太の義母となったフィリピン人女性で、ディアナの実母。27歳で悠太より1つ年下。
悠造との再婚後、すぐに交通事故に遭い入院中で、退院後も長期のリハビリが必要らしい。
悠太の祖母
名前は不明。悠造が単身赴任するまでは同居していた。リサとディアナに冷たく当たる。
悠造のことを女を見る目が無いと思っており、悠太の母のことも悪し様に言う。
美穂子（みほこ）
悠太の母。
悠造との離婚後悠太を引き取るも、男の所に入り浸りで食事・掃除・洗濯などの面倒は全く見ていなかった。その後は音信不通。

### ディアナのクラスメイト
神取 まりか（かんどり まりか）
ディアナの友達。ませていて「男好き」「半年ごとに好きな人を変える」と言われている。木佐が好きだった（その前は大月）が、授業参観に来た悠太に一目惚れした。
橘 奈子（たちばな なこ）
ディアナの友達。眼鏡キャラクターで、落ち着いた雰囲気を持っている。大月のことが好き。
坂下 竜馬（さかした りょうま）
男子だが、まりかや奈子と仲が良い。料理が趣味で、ディアナ、まりか、奈子の3人がバレンタインデーのチョコの作り方を教えてもらった。
石田（いしだ）
ディアナの友達。最初はディアナに優しく接していたが、実は点数稼ぎのためであった。
いつもまりかと張り合っていて、競争ばかりしている。生徒会長の兄がいる。3人の腰巾着を引き連れている。
木佐（きさ）
ディアナのクラスメイトの男子。スポーツ万能でサッカー留学をするために英会話を習っている。クラスの女子からの人気者で、まりかが悠太に一目惚れするまでは、その想い人であった。
大月（おおつき）
ディアナのクラスメイトの男子。成績はクラスで一番。歯医者の息子。やはりクラスの女子からの人気者で、奈子の想い人である。

### ディアナのクラスメイトの保護者
神取まりかの父
名前は不明。30歳。職業はスポーツクラブのインストラクター。子ども会の役員。娘からは父親の中では学校で一番格好良い、と思われていたが、悠太に順位を抜かされた。ふぐ鍋大食い大会では吐きそうになっていた。
橘奈子の父
名前は不明。娘同様眼鏡キャラクター。職業は児童小説作家で、忍者の小学生が主人公のシリーズを執筆している。子ども会の役員。ふぐ鍋大食い大会では司会者に「小食」と言われていた。ぎっくり腰を患っている。
坂下竜馬の母
名前は不明。悠太の隣のアパートに住んでいるシングルマザー。悠太はヤンママと認識している。巨乳で露出度の高い服を好んで着ており、子供同様、石田の母と張り合っている。
石田の母
名前は不明。子供の自慢ばかりする。子ども会の役員。

### その他
オーナー
名前は不明。悠太の勤めるホストクラブのオーナー。
売り上げが足りない悠太を一旦はリストラしたものの、再雇用する。リストラ判定の場に居合わせたディアナの涙にも心を動かされた模様。
悠太のことを、「ホストのソウルは足りないがハートはある」と妙な褒め方をする。また、ディアナのお陰で悠太にあった「棘」が無くなって来たと思っている。
ヒロ
悠太の後輩。悠太のことを慕っている。ディアナをかわいいと思った。オーナーいわく、「アホな盛り上げ役」である。
周防 美鈴（すおう みすず）
ディアナのクラス担任の教師。美人で優しく清純そうであるがそれは表の顔で、実は腹黒である。ファミレスで友人と喫煙しながら悪態をついているところをまりかに見られる。「いい男」を探しており、悠太を狙ったが、それを見抜いたまりかにより、家庭訪問のときに下剤を飲まされるといういたずらをされた。

## 書誌情報
- 田中ユキ 『いもうとデイズ』 講談社〈アフタヌーンKC〉、全4巻
  1. 2009年9月23日初版発行、ISBN 978-4-06-314595-3 - 描き下ろしの「おまけマンガ」あり。
  2. 2010年3月23日初版発行、ISBN 978-4-06-310647-3 - 描き下ろしの「おまけマンガ」あり。
  3. 2010年10月22日初版発行、ISBN 978-4-06-310704-3
  4. 2011年3月23日初版発行、ISBN 978-4-06-310738-8